# Puchar Ameryki Północnej w skeletonie 2023/2024
Puchar Ameryki Północnej w skeletonie 2023/2024 – 24. edycja tej imprezy. Cykl rozpoczął się 17 listopada 2023 r. w amerykańskim Lake Placid, a zakończył 8 marca 2024 r. również w tej samej miejscowości. Łącznie zorganizowano 16 konkursów: 8 dla mężczyzn i 8 dla kobiet.

## Kalendarz Pucharu Ameryki Północnej
| Lp.    | Data                 | Miejscowość | Konkurencja | 1. miejsce      | 2. miejsce      | 3. miejsce            |
| ------ | -------------------- | ----------- | ----------- | --------------- | --------------- | --------------------- |
| 1. PAP | 17–18 listopada 2023 | Lake Placid | Kobiety     | Kellie Delka    | Katie Uhlaender | Yang Seok-ju          |
| 1. PAP | 17–18 listopada 2023 | Lake Placid | Mężczyźni   | Blake Enzie     | Brendan Doyle   | Nicholas Tucker       |
| 1. PAP | 17–18 listopada 2023 | Lake Placid | Kobiety     | Katie Uhlaender | Kellie Delka    | Yang Seok-ju          |
| 1. PAP | 17–18 listopada 2023 | Lake Placid | Mężczyźni   | Blake Enzie     | Ryan Kuehn      | Bradley Nicol         |
| 2. PAP | 1–2 grudnia 2023     | Whistler    | Kobiety     | Tirza Lara      | Yang Seok-ju    | Laura Vargas          |
| 2. PAP | 1–2 grudnia 2023     | Whistler    | Mężczyźni   | Ryan Kuehn      | Brendan Doyle   | Troy Wilson           |
| 2. PAP | 1–2 grudnia 2023     | Whistler    | Kobiety     | Tirza Lara      | Grace Dafoe     | Yang Seok-ju          |
| 2. PAP | 1–2 grudnia 2023     | Whistler    | Mężczyźni   | Mark Lynch      | Troy Wilson     | Ryan Kuehn            |
| 3. PAP | 9–10 grudnia 2023    | Park City   | Kobiety     | Katie Uhlaender | Grace Dafoe     | Hong Su-jung          |
| 3. PAP | 9–10 grudnia 2023    | Park City   | Mężczyźni   | Sim Hyung-jun   | Brendan Doyle   | Mark Lynch            |
| 3. PAP | 9–10 grudnia 2023    | Park City   | Kobiety     | Katie Uhlaender | Logan Wudi      | Yang Seok-ju          |
| 3. PAP | 9–10 grudnia 2023    | Park City   | Mężczyźni   | Sim Hyung-jun   | Brendan Doyle   | Bradley Nicol         |
| 4. PAP | 7–8 marca 2024       | Lake Placid | Kobiety     | Mystique Ro     | Kimberley Bos   | Katie Uhlaender       |
| 4. PAP | 7–8 marca 2024       | Lake Placid | Mężczyźni   | Yin Zheng       | Austin Florian  | Władysław Heraskewycz |
| 4. PAP | 7–8 marca 2024       | Lake Placid | Kobiety     | Kimberley Bos   | Sara Roderick   | Katie Uhlaender       |
| 4. PAP | 7–8 marca 2024       | Lake Placid | Mężczyźni   | Chen Wenhao     | Yin Zheng       | Władysław Heraskewycz |

## Klasyfikacja

### Kobiety
| Miejsce | Zawodniczka        | LPD | LPD | WHI | WHI | PCI | PCI | LPD | LPD | Punkty |
| ------- | ------------------ | --- | --- | --- | --- | --- | --- | --- | --- | ------ |
| 1.      | Katie Uhlaender    | 2   | 1   | —   | —   | 1   | 1   | 3   | 3   | 439    |
| 2.      | Logan Wudi         | 5   | 4   | 4   | 4   | 5   | 2   | 18  | 16  | 379    |
| 3.      | Hong Su-jung       | 6   | 5   | 5   | 5   | 3   | 4   | 23  | 23  | 331    |
| 4.      | Yang Seok-ju       | 3   | 3   | 2   | 3   | 6   | 3   | —   | —   | 303    |
| 5.      | Kellie Delka       | 1   | 2   | —   | —   | —   | —   | 9   | 6   | 279    |
| 6.      | Hannah Russwurm    | 8   | 8   | 6   | 5   | 8   | 6   | 39  | 39  | 258    |
| 7.      | Mackenzie Adams    | 9   | 9   | 7   | 7   | 9   | 7   | —   | —   | 240    |
| 8.      | Kimberley Bos      | —   | —   | —   | —   | —   | —   | 2   | 1   | 230    |
| 9.      | Janine Flock       | —   | —   | —   | —   | —   | —   | 5   | 5   | 184    |
| 10.     | Éire Rowland-Evans | —   | —   | 8   | 8   | 7   | 5   | 36  | 30  | 184    |

### Mężczyźni
| Miejsce | Zawodnik       | LPD | LPD | WHI | WHI | PCI | PCI | LPD | LPD | Punkty |
| ------- | -------------- | --- | --- | --- | --- | --- | --- | --- | --- | ------ |
| 1.      | Brendan Doyle  | 2   | 6   | 2   | 5   | 2   | 2   | —   | —   | 620    |
| 2.      | Sim Hyung-jun  | 7   | 7   | 6   | 4   | 1   | 1   | 30  | 31  | 613    |
| 3.      | Jonathan Yaw   | 4   | 5   | 8   | 6   | 6   | 6   | 40  | 32  | 542    |
| 4.      | Ryan Kuehn     | 9   | 2   | 1   | 3   | 5   | DNS | 29  | 22  | 540    |
| 5.      | Bradley Nicol  | 10  | 3   | 11  | 9   | 4   | 3   | 31  | 30  | 537    |
| 6.      | Peng Lin-wei   | 18  | 13  | 12  | 10  | 8   | 8   | 32  | 40  | 406    |
| 7.      | Mark Lynch     | 8   | —   | —   | 1   | 3   | 4   | —   | —   | 398    |
| 8.      | Darryl Payne   | 16  | 14  | 13  | 13  | 12  | 5   | 42  | 42  | 380    |
| 9.      | Oren Milstein  | 15  | 11  | 14  | 12  | 14  | 15  | 48  | DNS | 348    |
| 10.     | Peter Makrides | —   | —   | 10  | 7   | 7   | 7   | 37  | 39  | 330    |